# Klorofillin
A klorofillin (E141) egy élelmiszer-adalékanyag, melyet az alternatív gyógyászatban is alkalmaznak. Vízoldékony, a klorofillból nátrium/réz hozzáadásával részben szintetikusan állítják elő. A klorofillint leginkább szagok, illatok elnyomására használják (sebek, sérülések, sugárzás következtében fellépő hámsérüléseknél). Élelmiszer-adalékanyagként az ételnek zöld színt kölcsönöz.

## Gyógyászati felhasználás

### Rák megelőzés
A klorofillal ellentétben a klorofillin vízoldékony. Ezen tulajdonságának köszönhetően jól kötődik a környezetünkből származó mutagénekhez, mint például a policiklusos aromás szénhidrogénekhez. A klorofillin hússzor jobban kötődik a környezetből származó rákkeltő anyagokhoz, mint a rezveratrol, és több mint ezerszer jobban, mint a xantinok.

### Orvosi higiénia
Klorofillin mint aktív hatóanyag megtalálható számos belsőleg alkalmazott gyógyászati készítményben azzal a céllal, hogy csökkentse az inkontinenciával vagy kolosztómiával társuló kellemetlen testszagokat. Kapható helyi kezelésre használható készítményként is különféle bőrproblémák és sérülések kiegészítő kezelésére.

## Külső hivatkozások
- Oregon State University - Chlorophyll and Chlorophyllin - Updated Dec 2005
- 2002 Video from CNN
- pdrhealth - Chlorophyll/Chlorophyllin